# Variable volatile
 (mars 2023).
Si vous disposez d'ouvrages ou d'articles de référence ou si vous connaissez des sites web de qualité traitant du thème abordé ici, merci de compléter l'article en donnant les références utiles à sa vérifiabilité et en les liant à la section « Notes et références ».
En programmation informatique, une variable volatile est une variable sur laquelle aucune optimisation de compilation n'est appliquée. Le mot-clé volatile existe en C, C++, C# et Java.
Le préfixe volatile est notamment utilisé quand la variable d'un programme peut être modifiée par un autre programme (cas des entrées/sorties, ou de threads).